# Афродита
Афродита (грч. Ἀφροδίτη) је грчка богиња лепоте, чулне љубави и плодности. Значење њеног имена је непознато, иако су древни Грци веровали да се оно односи на пену. Веома је могуће да је ово веровање дошло из приче о Афродитином рођењу.
Према старијем предању, које је заступао Хомер, она је кћи Зевса и Дионе; а према млађем, којег се држао Хесиод, рођена је из морске пене(ἀφρός) која се створила кад је Крон бацио у море Уранове гениталије. Одмах по рођењу, изашла је из мора на обалу острва Кипра. Отуда су јој и атрибути: Ἀφρογενεια (рођена из пене), Αναδυόμενη (која се помаља, излази), Κυπρογένεια (по Кипру рођена).
У почетку, Кипарска Афродита највероватније да је била богиња плодности, врло слична блискоисточној богињи Иштар-Астарти. Дошавши међу Грке она је персонификована са сексуалношћу и била усрдно обожавана као универзална сила. Многа локална светилишта посвећена њој подигнута су широм копненог дела Грчке, а њени култови варирали су различито од места до места. У неким областима, Афродита је била сматрана чак богињом рата, што је можда био подстицај за њено удруживање с Аресом, богом рата.
Много касније, у класично доба, Афродитин култ је попримио савремено схватање према којем је она надлежна за сексуалну привлачност и љубавно задовољство (τα Αφροδίσια).

## Порекло
Када је реч о Афродитином пореклу, постоје нејасноће. Звана је Ἀφρογενεια у настојању да јој се изведе порекло од Урана кога је син Крон кастрирао српом и његове гениталије бацио у море. Вероватно је да је потом она настала из пене која се створила око гениталија које су плутале по мору.
Идеја и култ богиње љубави која се рађа из мора потиче из југозападне Азије, а у Грчку је прешао највероватније између 1200. и 900. п. н. е. посредством поморских трговаца бакром. То је закључено на основу бројних њених светилишта на многим грчким острвима надомак обале Мале Азије.
Мит о Афродити као потомку титана по свој прилици се односи на богињу чији је култ био поштован пре Грка. Дошавши из правца севера, племена из којих ће се касније образовати Грци усвојили су је у олимпијску породицу прогласивши је кћерком Зевса и Дионе.
Првобитно је била персонификована као стваралачка моћ природе која из влаге рађа све плодове на земљи. Али тог страног обележја је нестало, уступивши место оној Афродити која се сматрала „националним“ божанством свих Грка.
Пошто се њен култ проширио по Средоземљу, она је својевремено поштована и као богиња која обећава добар пут морем (Α. Ευπλοια).

## Култ
Главно седиште Афродитиног култа био је по свему судећи Кипар надомак чије обале је и рођена. Одатле јој је култ прво прешао на суседна острва, а преко њих и у приморска места копнене Грчке. Отуда су јој и атрибути: Κυπρια, Παφια, Κνιδια, Κυθερεια, Ιδαλια.
Њена најстарија култна статуа у Беотији направљена је, према предању, искључиво од дрвета са Кадмове лађе, којом је овај допловио из Феникије у Грчку. Стога је она уједно и заштитница морнара.
Већ у Тезејево време, уз Афродиту Уранију, поштована је и Афродита Пандемос. Касније је Афродита постала симбол пре свега чулне љубави, тј. стављена је насупрот Афродите Ураније као богиње небеске љубави.
Почев од 8. века п. н. е. Афродита је изгубила већину својих функција и постала пре свега богиња лепоте и љубави. У Атини је слављена у баштама (εν κεποισ), али не и као богиња вегетације, него као богиња лепоте, под чијим се ногама расцветава цвеће.

## Улога
За разлику од своје римске двојнице Венере, са којом је поистовећивана, Афродита није била само богиња чулне љубави већ и веза које су одржавале друштвени живот. Својом милином, љупкошћу и лепотом надмашила је све остале богиње; зато јој је Парис и доделио златну Еридину златну јабуку лепоте. У њеној пратњи су Хоре, Харите, Пејто, Потос и Химер. У њеном скупоценом и шареном појасу љупкости скупљене су све чаробне дражи које би занеле и мудрог човека, не искључујући ни самог Зевса. Цела природа осећа њену неодољиву моћ и због тога су је прозвали „владарком“ (Βασιλεια Ρεγινα). Њену моћ искусио је и Пигмалион, неосетљиви Нарцис и лепи сицилијански пастир Дафнис.
Она дарује људима лепоту и љубавну срећу, па је тако постала и богиња брака. Пошто браком спаја народ у општину, поштована је као Πανδημοσ. Али то име је касније добило значење обичне, чулне љубави (код Римљана: popularis, vulgaris, vulgivaga). Из тог разлога су замишљали и једну Афродиту Уранију, као богињу чисте, небеске љубави. Сматрали су је још и богињом мора (Γαληναιη, тј. „она која утишава море“).
Својим љубимцима даровала је свако добро овога света: богатство, моћ, славу, мада ти дарови нису трајали дуго (в. Парисов суд, Адонис). У Илијади Афродита је била на страни Тројанаца, те је стога узела под заштиту нарочито Париса, Енеју и Хектора. Али приликом боја Диомед ју је ранио у руку, и због тога је морала да се повуче на Олимп помоћу Арејевих кола којим је управљала Ирида. Том приликом су јој се Атена и Хера изругале, а Зевс ју је посаветовао да се убудуће не упушта у борбе.
Према Одисеји, Афродита је жена Хефестова, али му није верна и у складу с тим одржава тајне љубавне везе са Арејем којем је родила Хармонију, Ероса и Антероса. Сем тога, родила је са Хермесом Хермафродита, са Дионисом Пријапа, са Анхизом Енеју, са Бутом Ерика. Управо због њених веза са Арејем, сматрали су је и ратоборном богињом која воли да носи ратничку опрему (Αρεια).
Хелије, који све види, обавестио је Хефеста да га супруга вара са Арејем. Хефест је, искористивши невидљиву мрежу коју је пребацио преко кревета своје супруге, уловио љубавнике, и позвао све олимпске богове да се увере у Афродитино неверство. Тек када је Посејдон узео учешћа у догађају, пристао је на то да ослободи љубавнике. Потом се постиђена Афродита повукла на Кипар, а Ареј у Тракију.
После пораза Тројанаца, Афродита је успела да сачува тројанску краљевски лозу, омогућивши Анхису, Енеји и Асканију да измакну из огња Троје и нађу нову земљу где ће се настанити (в. Анхис, Енеја). На тај начин је Афродита постала заштитница Рима (в. Венера).

## Иконографија
Афродитин лик настао је по свој прилици још у микенско доба, и то по узору на семитске богиње неба (Аштара, Аштарет, Кибела). Међу њеним најстаријим представама спадају златне апликације од лима нађене у краљевском кругу гробова у Микени које датирају по свој прилици из 16. века п. н. е. На њима је она представљена нага, с птицама око главе. Из позног 8. века п. н. е. века статуете наге Афродите, с дијадемом на глави. У Спарти је представљана у виду паладиона, са оружјем, а у изворима се среће изгубљена статуа Афродите Морфо чије су ноге оковане ланцима. Од 7. века п. н. е. приметан је пад представа наге Афродите, и све се чешће јавља као обучена, с неким од својих карактеристичних атрибута (цвет, голуб, зец). На црвенофигуралним вазама из 6. века п. н. е. представљена је у сцени у којој јој Парис додељује златну јабуку. На Престолу Лудовизи (прва половина 5. века п. н. е.) приказано је њено рођење.
Почев од средине 5. п. н. е. Афродита се појављује у скулптуралној форми. Међу њима најпознатије су: хриселефантинска статуа Афродите Ураније израђене од стране Фидије за Олимпију; статуа Афродита у башти коју је израдио Фидијин ученик Алкамен; група у бронзи Афродита која јаше на јарцу од Скопаса; и већина Праксителових статуа наге Афродите, посебно оне које је радио за Книд.
Ова задња је била иновација од великог значаја и имала је пресудног утицаја на потоњу уметност. Не само што је Праксителом уведена нага Афродита као субјект у класичној грчкој уметности, него је такође прихваћено да је овај рад инспирисао касније грчке верзије представљања ове богиње. Заузврат, овакав начин прихватили су и Римљани, и проширили су га на готово све провинције њиховог царства. Овим путем женски акт као субјект пластичне уметности ушао је у главне токове Запада.
У хеленистичкој уметности јављају се нове представе: Афродита у шкољци, Афродита која скида сандалу или Афродита која чучи. Позната је била Афродита Анадиомена рађена од стране Апела за њено светилиште на Косу.
Обично је приказивана као жена ванредне лепоте, с дугуљастим, нежним, пуним љупкости, милине и примамљивости лицем, с мало насмејаним устима и очима пуним чежње. Чувен јој је кип сачињен од белог мермера у Фиренци, али од веће уметничке вредности је статуа Мелоске Афродите која се чува у Лувру.

## Поређење са сличним божанствима
Афродита је, гледајући, у целини еквивалент месопотамској богињи Иштар. Ова друга богиња поседује велику моћ над љубављу, сексуалности и људском рађању, док уједно делује и као ратничко божанство. Врло је вероватно да је Афродитин култ управо проистекао од ње, пошто је она, као и Афродита, поистовећивана са планетом Венером и звездом Вечерњачом (Хеспер).
Поред тога, дошло се и до још неких запањујућих сличности упоређивањем појединих сцена Илијаде и Епа о Гилгамешу. У првом случају, Анхис, отац Енеје, као последицу додира с Афродитом бива парализован или ослепљен. Врло сличну сцену имамо и у Епу о Гилгамешу, где главни јунак Гилгамеш одбија понуду богиње Иштар и окривљује је због начина којим је поступала према својим љубавницима. Отуда је могуће претпоставити да је Афродитино име у ствари грчки облик западносемитске Астарте која је, опет, идентична са Иштар.
Не треба занемарити и њихову сличност што се тиче „обредне проституције“ коју су у њихову част вршиле многе младе девојке са Блиског истока и Античке Грчке. Проституција пре брака ради прикупљања мираза и те како је била заступљена у античком свету, али је предузимана на нечијој властитој иницијативи из донекле разумљивих разлога (сиромаштво пре свега). С друге стране, проституцијом је схватана привремена продаја тела неке особе за сексуалне сврхе, у којој или све или један део прихода за ову трансакцију припада божанству. У неким примерима, које је Херодот установио за Кипар и Вавилон, једном у животу свака жена морала је да се проституише, често за странца, и да приходе од тога принесе у виду дара релевантном божанству.
А ово је најружнији обичај код Вавилонаца. Свака жена тамо мора једном да седне крај Афродитина храма и да се једанпут у животу да неком странцу... После обљубе, пошто је испунила своју дужност према богињи, одлазила би кући и не би после тога ни по коју цену више пристала на то. Лепе и згодне брзо одлазе својим кућама, али ружне чекају дуго времена и не могу да испуне обичај. Чак се деси да неке чекају по три и четири године. Сличан обичај постоји и у неким местима на Кипру.
Међутим, нема сличности међу ове две богиње када је реч о њиховом представљању у уметности. Афродита је обично нага или полунага, богиња лепоте и љубави, ненаоружана и невична рату. За разлику од ње, Иштар је најчешће пристојно одевена и има изразито ратнички карактер, што се примећује на основу њених представа из ранијег периода са тољагом и кривом источњачком сабљом, и из средњег са тоболцем и снопом стрела. Такође, треба бити опрезан када је реч о улози Иштар, јер се у литератури спомиње и као богиња љубави, али не и у уметности.
Исто тако, не треба бити потпуно сигуран у Афродитину нератоборност, јер поједине архаичне ксоане са представом наоружане Афродите пореклом из Спарте и Аргоса наводе на то да је она богиња-ратница. Кад се томе додају још и три култне статуе са Китере, Спарте и Коринта, које је Паусанија описао да носе оружје, може се слободно рећи да је реч о неком источњачком утицају.
Постоји још неколико јаких аргумената који доказују врло блиске везе између Афродите и источњачких божанстава. На пример, познато је да је Афродита једино божанство у Грчкој приликом чијег обреда су се користили тамјан, олтари и приносили као жртве голубови, што је исто заступљено и у случају Иштар-Астарте.
Врло је вероватно да је Афродита и наследница минојске богиње с представом голубице која је покривала небо над морем и била богиња свих живих бића као и њиховог раста и цветања. Остаци тог минојског култа задржали су се у Атини где је, као што је већ споменуто, својевремено била поштована у баштама.